# Tronco d'albero
In araldica il tronco d'albero compare particolarmente nell'araldica civica.

Campo di cielo, ad un tronco d'albero ardente, radicato nella pianura erbosa, il tutto al naturale (Ferno)
Tronco di quercia di verde, sradicato e scoronato (Köhn, Germania)
Due tronchi d'albero sradicati, noderosi, posti in decusse (Essertines-sur-Yverdon, Svizzera)